# Miroslav Poljak
Miroslav Poljak (Zagabria, 3 settembre 1944 – Zagabria, 2 novembre 2015) è stato un pallanuotista jugoslavo, vincitore di una medaglia d'oro alle Olimpiadi di Città del Messico del 1968. Con il Mladost vinse quattro Coppe dei Campioni ed altrettanti campionati jugoslavi e Coppe di Jugoslavia.